# Joel Schumacher
Joel T. Schumacher (Nova Iorque, 29 de agosto de 1939 — Nova Iorque, 22 de junho de 2020) foi um diretor de cinema estadunidense. Schumacher subiu a notoriedade após dirigir três filmes de sucesso, St. Elmo's Fire (1985), The Lost Boys (1987) e Flatliners (1990). Ele mais tarde dirigiu as adaptações dos trabalhos de John Grisham, como The Client (1994) e A Time to Kill (1996). Seus filmes Falling Down (1993) e 8mm (1999) o fizeram receber indicações para os prêmios Palma de Ouro e Urso de Ouro, respectivamente.
Em 1993, Schumacher assinou um contrato para dirigir os próximos filmes da franquia Batman, lançando em sequência Batman Forever (1995) e Batman & Robin (1997). Os filmes não foram muito bem recebidos pela crítica e Batman & Robin foi um fracasso de público. Schumacher decidiu então se afastar dos blockbusters e retornou a fazer filmes minimalistas como Tigerland (2000) e Phone Booth (2002), que tiveram recepções mais acaloradas por parte da crítica especializada. Ele também dirigiu os filmes The Phantom of the Opera (2004), The Number 23 (2007) e dois episódios da série House of Cards.
Morreu no dia 22 de junho de 2020 em Nova Iorque, aos 80 anos, em decorrência de um câncer.

## Filmografia
- The Virginia Hill story (TV) (1974)
- Amateur night at the Dixie Bar and Grill (TV) (1979)
- The Incredible Shrinking Woman (A incrível mulher que encolheu) (1981)
- D.C. Cab (também como Street Fleet) (1983)
- St. Elmo's Fire (O primeiro ano do resto de nossas vidas) (1985)
- The Lost Boys (Os garotos perdidos) (1987)
- Cousins (Um toque de infidelidade) (1989)
- Flatliners (Linha mortal) (1990)
- Dying Young (Tudo por amor) (1991)
- Falling Down (Um dia de fúria) (1993)
- The Client (O cliente) (1994)
- Batman Forever (Batman Eternamente) (1995)
- A Time to Kill (Tempo de matar) (1996)
- Batman and Robin (1997)
- 8mm (8 milímetros) (1999)
- Flawless (Ninguém é perfeito) (1999)
- Tigerland (A caminho da guerra) (2000)
- Bad Company (Em má companhia) (2002)
- Phone Booth (Por um fio) (2002)
- Veronica Guerin (O custo da coragem) (2003)
- Andrew Lloyd Webber's The Phantom of the Opera (O fantasma da ópera) (2004)
- The Number 23 (O Número 23) (2007)
- Twelve (2010)
- Trespass (2011)

### Videoclipes
Dirigiu o videoclipe da música "Kiss from a Rose", do cantor Seal, que faz parte da trilha sonora de "Batman Eternamente" e o videoclipe da música "The End is the Beginning is the End", do grupo Smashing Pumpkins, que faz parte da trilha sonora de "Batman & Robin". Em 1999 dirigiu também o videoclipe "Letting the Cables Sleep" da banda inglesa Bush.